# Волга (гостиница)
Гостиница «Волга» (изначально — Гостиница Горсовета) — утраченный памятник архитектуры в стиле конструктивизма в Чебоксарах. Трёхэтажная гостинца на 63 номера была построена в 1932 году. В 1950 году по проекту архитектора И. В. Ведянина здание было реконструировано и получило черты сталинской архитектуры. 
В 1982 году здание было снесено. В 2011 году в Чебоксарах по проекту архитектора А. Л. Ибрагимова была возведена новая пятиэтажная гостиница «Волга» на 43 номера, которая внешне получила черты утраченного памятника архитектуры. С 2023 по 2024 год к существующему зданию возвели пристрой (количество номеров увеличилось до 123).

## История

### 1932—1950
Ранее на месте гостиницы на улице Благовещенской стояла Благовещенская церковь, строительство которой было начато в 1689 году. На пожертвования купца Прокопия Ефремова в 1886 году была возведена новая колокольня вместо аварийной старой. В 1930 году чебоксарская Благовещенская церковь и колокольня были разобраны, и на их месте в 1931 году началось строительство трёхэтажной гостиницы на 34 номера. Кирпичи разобранной церкви и колокольни использовались для строительства гостиницы. К этому времени в городе имелась только одна гостиница — Дом крестьянина. Изначально гостиница была известна как гостиница Горсовета. 
В процессе строительства гостиницы имели место нехватка материалов и отсутствие специалистов. Летом 1931 года принимается решение о «постройке в Чувашии (Чебоксары) одной из гидроцентралей Волгостроя». Для размещения строителей было решено предоставить вновь строящуюся гостиницу Горсовета. В итогде проблема нехватки стройматериалов и специалистов была решена, и уже в конце февраля 1932 года был закончен монтаж центрального отопления. В 1932 году газета «Красная Чувашия» вышла с заголовком: «Первое здание для рабочих Волгостроя — готово». Трёхэтажное здание прямоугольной формы визуально было разделено окнами на две части: общественную зону и номера. В построенной гостинице имелся буфет. 
Изначально здание было построено в стиле конструктивизма, не было никакого декора, имелись гладкие стены. Здание было упрощенной строгой архитектуры. Вход находился в угловой части. Имело три этажа, а также цокольный этаж. Гостиница строилась согласно основному принципу конструктивизма — функциональность без украшательства. В итоге получилась трехэтажная «коробка», украшенная балконами над входом.
Здание гостиницы в городе располагалось на центральной улице города — по адресу: улице Карла Маркса, дом 6. Недалеко от гостиницы находился Детский парк им. 10-летия Октября, в котором располагался городской фонтан «Купающиеся мальчики». Напротив здания имелся чебоксарский Главпочтамт. Место расположения здания считалось центром города и часто использовалось для размещения советских и партийных пропагандистских лозунгов и плакатов.
В здании в 1941 году находился штаб 324-й стрелковой дивизии, сформированной в Чувашской АССР.
Гостиница контрастировала с построенным напротив здания Чувашпотребсоза, в котором находился ресторан «Волга». В 1939 году было принято решение об архитектурном оформлении гостиницы. Гостиница была «архитектурно оформлена» только с внешней стороны — со двора и с одного бока она оставалась просто оштукатуренной.

### 1950—1982
В 1950-е фасад по проекту архитектора И. В. Ведянина был обогащен полуколоннами, балюстрадами, рустами, был добавлен декорированный карниз. В итоге здание получило черты сталинской архитектуры. Фасад здания стали украшать лепнина, пилястры, балясин; южное крыло гостиницы, выходящее на улицу Плеханова, осталось без изменений, хотя с 1961 года этот участок улицы становится Театральной площадью. Перед гостиницей были высажены липы. После реконструкции в 1950 году гостиница получила называние «Волга» (по названию расположенного напротив ресторана). 
К 1970-м годам при гостинице «Волга» слева находилась столовая, где обслуживали официанты. Имелся магазин на цокольном этаже. На осень 1981 года на стене здания гостиницы имелась мемориальная доска с текстом: «В этом здании в 1941 году находился штаб 324-й стрелковой дивизии, сформированной в Чувашской АССР. Дивизия прошла с боями от Москвы до Кенигсберга».
Здание значилось в списке охраняемых государством памятников истории и культуры города Чебоксары. В связи с затоплением Старого города перед пуском Чебоксарской ГЭС в 1982 году приступили к сносу здания. В сентябре 1982 года гостиницу окончательно демонтировали (из значимых и крупных зданий в районе современной Красной площади она исчезла последней). Вскоре на месте площадки под зданием была появилась новая Красная площадь.

### 2011—2024
С 2009 по 2011 год в центре Чебоксар — в непосредственной близости от Красной площади, по улице Ярославской, д. 23/1 — по проекту заслуженного архитектора Чувашской Республики А. Л. Ибрагимова возводился пятиэтажный премиум-отель «Волга» на 43 номера, который внешне получил черты утраченной в 1982 году гостиницы «Волга». Новая гостиница была открыта 17 августа 2011 года.
С 2023 по 2024 года к существующему зданию премиум-отеля возвели пристрой, и количество номеров гостиницы увеличилось до 123. После реконструкции гостиница премиум-класса «Волга» стала первой в Чувашской Республике «пятизвёздочной» гостиницей. Руководитель ООО «Волга Премиум Отель» (которое является эксплуатантом гостиницы) М. И. Павлов рассказал (2024): «Во время строительства ГЭС старая часть города попала под затопление. И существовала гостиница „Волга“. Она находилась тут недалеко, метров 400 от этого места. Она попала под затопление и её снесли. И можете обратить внимание, мы практически повторили её облик».

## Здание в искусстве
Здание гостиницы изображено на картине художника Вольта Медведева (1940-2017) «Улица Карла Маркса. Гостиница Волга».
Гостиница — сюжет двух видовых открыток, созданных артелью «Культура».